# Captain America (serial)
Pour les articles homonymes, voir Captain America (homonymie).
Pour plus de détails, voir Fiche technique et Distribution.
Captain America est un serial américain en quinze chapitres en noir et blanc, réalisé par Elmer Clifton et John English, sorti en 1944 et basé sur la série de comics Captain America.
Cette adaptation cinématographique ne met pas en scène le personnage de Steve Rogers, engagé volontaire sous les drapeaux, mais celui du procureur de district Grant Gardner qui revêt le costume étoilé pour combattre le crime.

## Synopsis
Captain America combat les forces du Scarabée, un individu qui commet des sabotages et des meurtres. Le criminel a volé une invention capable de détruire les immeubles en utilisant les ondes sonores.

## Fiche technique
Sauf indication contraire, les informations mentionnées dans cette section peuvent être confirmées par la base de données cinématographiques IMDb,  présente dans la section « Liens externes ».
- Titre original et français : Captain America
- Réalisation : Elmer Clifton et John English
- Scénario : Ronald Davidson, Harry L. Fraser, Joseph F. Poland, Royal K. Cole, Basil Dickey, Jesse Duffy et Grant Nelson d'après le comic book de Joe Simon et Jack Kirby
- Musique : Mort Glickman
- Direction artistique : Fred A. Ritter
- Décors : Charles S. Thompson
- Costumes : Adele Palmer et Robert Ramsey
- Photographie : John MacBurnie
- Son : Ed Borschell
- Montage : Wallace Grissell et Earl Turner
- Production : William J. O'Sullivan
- Sociétés de production et de distribution[2] : Republic Pictures
- Budget : n/a
- Pays de production :  États-Unis
- Langue originale : anglais
- Format[3] : Noir et blanc - 35 mm - 1,37:1 (Format académique) - son Mono
- Genre : action, aventures, science-fiction
- Durée : 244 minutes (15 chapitres)
- Dates de sortie[4] :
  - États-Unis : 5 février 1944 (sortie nationale) ; 2 mai 1953 (réédition)
  - France : 1er septembre 1950 (Lille)

## Distribution
- Dick Purcell : Grant Gardner / Captain America
- Lorna Gray : Gail Richards
- Lionel Atwill : le docteur Cyrus Maldor / Le Scarabée
- Charles Trowbridge : le commissaire Dryden
- Russell Hicks : le maire Randolph
- George J. Lewis : Bart Matson
- John Davidson : Gruber
- Stanley Price : le créateur de la Mort Pourpre
- Edward Van Sloan : Gregory
- John Hamilton : G. F. Hillman
- Tom London : Mack (ch. 7)

## Liste des épisodes
1. The Purple Death
2. Mechanical Executioner
3. The Scarlet Shroud
4. Preview of Murder
5. Blade of Wrath
6. Vault of Vengeance
7. Wholesale destruction
8. Cremation in the Clouds
9. Triple Tragedy
10. The Avenging Corpse
11. The Dead Man Returns
12. Horror on the Highway
13. Skyscraper Plunge
14. The Scarab Strikes
15. The Toll of Doom